# Kiša
Il Kiša (in russo Киша́?) è un affluente di destra del fiume Belaja nella Russia sud-occidentale. È alimentato dai ghiacciai del monte Čuguš e scorre per 52 km attraverso il Majkopskij rajon dell'Adighezia. È lungo 52 km e ha un bacino idrografico di 499 km quadrati.